# Rejon rożyszczeński
Rejon rożyszczeński – rejon obwodu wołyńskiego Ukrainy.
Został utworzony w 1940, jego powierzchnia wynosi 928 km², a ludność rejonu liczy około 39 tysiące osób.
Na terenie rejonu znajduje się 1 miejska rada, 1 osiedlowa rada i 28 silskich rad, obejmujących w sumie 66 miejscowości. Siedzibą władz rejonowych jest Rożyszcze.

## Miejscowości rejonu rożyszczeńskiego
- Aleksandrówka (Олександрівка)
- Baszowa (Башова)
- Berehove (Padałówka, Берегове)
- Beresk (Береськ)
- Berezołupy Wielkie (Березолуки)
- Bohusziwska Marjaniwka (Богушівська Мар'янівка)
- Bortjakhiwka (Niewólno[2], Бортяхівка)
- Dmitrówka (Дмитрівка)
- Dorosinie (Доросині)
- Dubiszcze (Дубище)
- Duchcze (Духче)
- Elżbiecin (Єлизаветин)
- Horodynie (Городині)
- Iwanczyce (Іванчиці)
- Iwanówka (Іванівка)
- Jabluniwka (Stanisławówka, Яблунівка)
- Jasinówka (Ясенівка)
- Kijaż (Кияж)
- Kobcze (Кобче)
- Kopaczówka (Копачівка)
- Korsynie (Корсині)
- Kozin (Козин)
- Krowatka (Кроватка)
- Krzemieniec (Кременець)
- Kwitnewe (Babie, Квітневе)
- Liniówka (Линівка)
- Litohoszcz (Літогоща)
- Lubcze[3]  (Любче)
- Łuków (Луків)
- Małyniwka (Малинівка)
- Michalin (Михайлин)
- Mirosławka (Мирославка)
- Mylsk (Мильськ)
- Nawóz (Навіз)
- Nemir (Немир)
- Nezwir (Незвір)
- Nosaczewicze (Носачевичі)
- Oleniwka (Helenówka, Оленівка)
- Oleszkowicze (Олешковичі)
- Olganówka (Ольганівка)
- Ozdeniż (Озденіж)
- Perespa (Переспа)
- Pidhirne (Підгірне)
- Podliski (Підліски)
- Pożarki (Пожарки)
- Rajmiasto (Раймісто)
- Romanów (Романів)
- Rożyszcze (Рожище)
- Rudka Kozińska (Рудка-Козинська)
- Rudnia[4] (Рудня)
- Smerdyń (Крижівка)
- Sokul (Сокіл)
- Studzinie (Студині)
- Szczurzyn (Щурин)
- Topolna (Топільне)
- Trilisica (Трилісці)
- Trościanka (Тростянка)
- Trysteń (Тристень)
- Tychotyn (Тихотин)
- Ulaniki (Уляники)
- Użowa (Ужова)
- Walerjanówka (Валер'янівка)
- Wiczynie (Вічині)
- Wiszenki (Вишеньки)
- Witoniż (Вітоніж)
- Woronczyn (Ворончин)
- Zabara (Sołowin, Забара)
- Zaliśce (Залісці)

Nieistniejące:
- Szpanów[5]